# Phog Allen
Forrest Clare "Phog" Allen (Jamesport, Missouri, 18 de novembre de 1885 - 16 de setembre de 1974) fou un entrenador de bàsquet universitari americà conegut com El pare de l'entrenament del basquetbol. Va guanyar tres campionats universitaris nacionals el 1922, 1923 i 1952. Va estudiar a la Universitat de Kansas, on va començar a jugar a bàsquet sota les ordres del seu inventor, James Naismith.